# Maisach

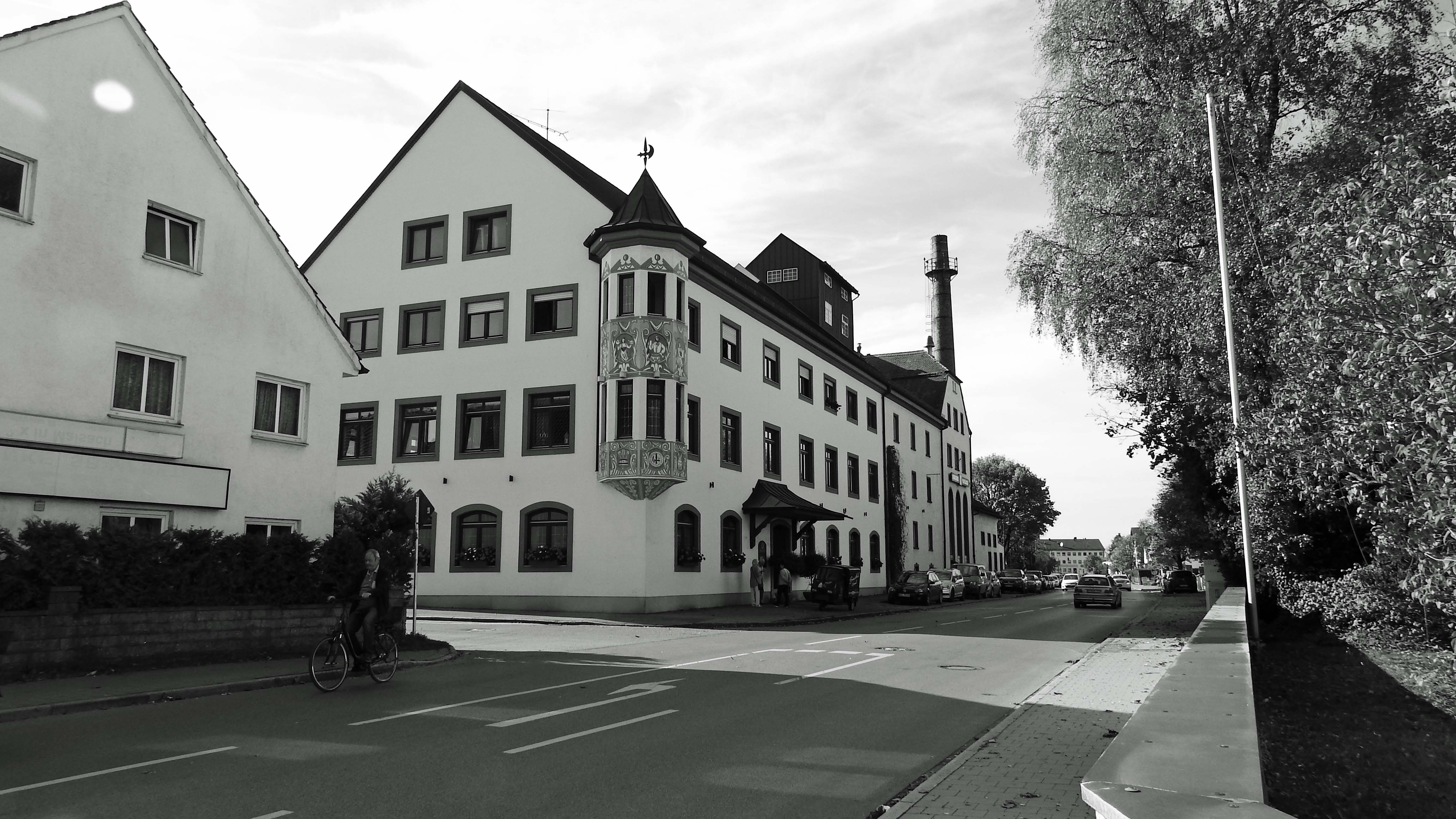
Brauerei Maisach

Maisach ist eine Gemeinde im oberbayerischen Landkreis Fürstenfeldbruck.

## Geographie

### Lage
Die Gemeinde liegt am gleichnamigen Fluss Maisach etwa vier Kilometer nördlich von Fürstenfeldbruck bzw. 25 Kilometer westlich von München. Flächenmäßig ist sie die größte Gemeinde des Landkreises.

### Gemeindeteile
Die Gemeinde Maisach besteht aus 24 Gemeindeteilen:
- die Pfarrdörfer Gernlinden, Maisach, Malching, Rottbach und Überacker
- die Kirchdörfer Diepoltshofen, Frauenberg, Fußberg, Germerswang und Stefansberg
- das Dorf Oberlappach
- die Siedlung Gernlinden-Ost
- die Weiler Deisenhofen, Galgen, Obermalching, Prack, Weiherhaus und Zötzelhofen
- die Einöden Anzhofen, Kuchenried, Loderhof, Pöcklhof, Thal und Unterlappach

## Geschichte

### Bis zur Gemeindegründung
Die erste urkundliche Erwähnung von Maisach stammt aus dem Jahr 806. Auch für die anderen Gemeindeteile bis auf Gernlinden sind Urkunden aus der zweiten Hälfte des 8. Jahrhunderts bzw. der ersten Hälfte des 9. Jahrhunderts vorhanden. Der Name Gernlinden wurde erstmals 1436 erwähnt.
Mit dem Gemeindeedikt von 1818 erfolgte die Gemeindebildung.

### Gernlinden
Die Siedlung Gernlinden wurde nach dem Ersten Weltkrieg gebaut.

### Eingemeindungen
Im Zuge der Gebietsreform in Bayern wurde am 1. Januar 1978 der Hauptteil der aufgelösten Gemeinde Malching eingegliedert. Am 1. Mai 1978 kamen die Gemeinden Germerswang, Rottbach und Überacker hinzu.

### Einwohnerentwicklung
Zwischen 1988 und 2018 wuchs die Gemeinde von 10.079 auf 14.179 um 4.100 Einwohner bzw. um 40,7 %.
Die Einwohnerzahlen ab 1840 beziehen sich auf die heutige Gemeindefläche (Stand: 25. Mai 1987).
| Bevölkerungsentwicklung | Bevölkerungsentwicklung | Bevölkerungsentwicklung | Bevölkerungsentwicklung | Bevölkerungsentwicklung | Bevölkerungsentwicklung | Bevölkerungsentwicklung | Bevölkerungsentwicklung | Bevölkerungsentwicklung | Bevölkerungsentwicklung | Bevölkerungsentwicklung | Bevölkerungsentwicklung | Bevölkerungsentwicklung | Bevölkerungsentwicklung |        |
| ----------------------- | ----------------------- | ----------------------- | ----------------------- | ----------------------- | ----------------------- | ----------------------- | ----------------------- | ----------------------- | ----------------------- | ----------------------- | ----------------------- | ----------------------- | ----------------------- | ------ |
| Jahr                    | 1840                    | 1900                    | 1939                    | 1950                    | 1961                    | 1970                    | 1987                    | 1991                    | 1995                    | 2000                    | 2005                    | 2010                    | 2015                    | 2019   |
| Einwohner               | 1.600                   | 2.198                   | 3.886                   | 5.970                   | 7.024                   | 7.778                   | 10.007                  | 10.862                  | 11.204                  | 12.086                  | 12.657                  | 12.896                  | 13.608                  | 14.533 |

## Politik

### Gemeinderat

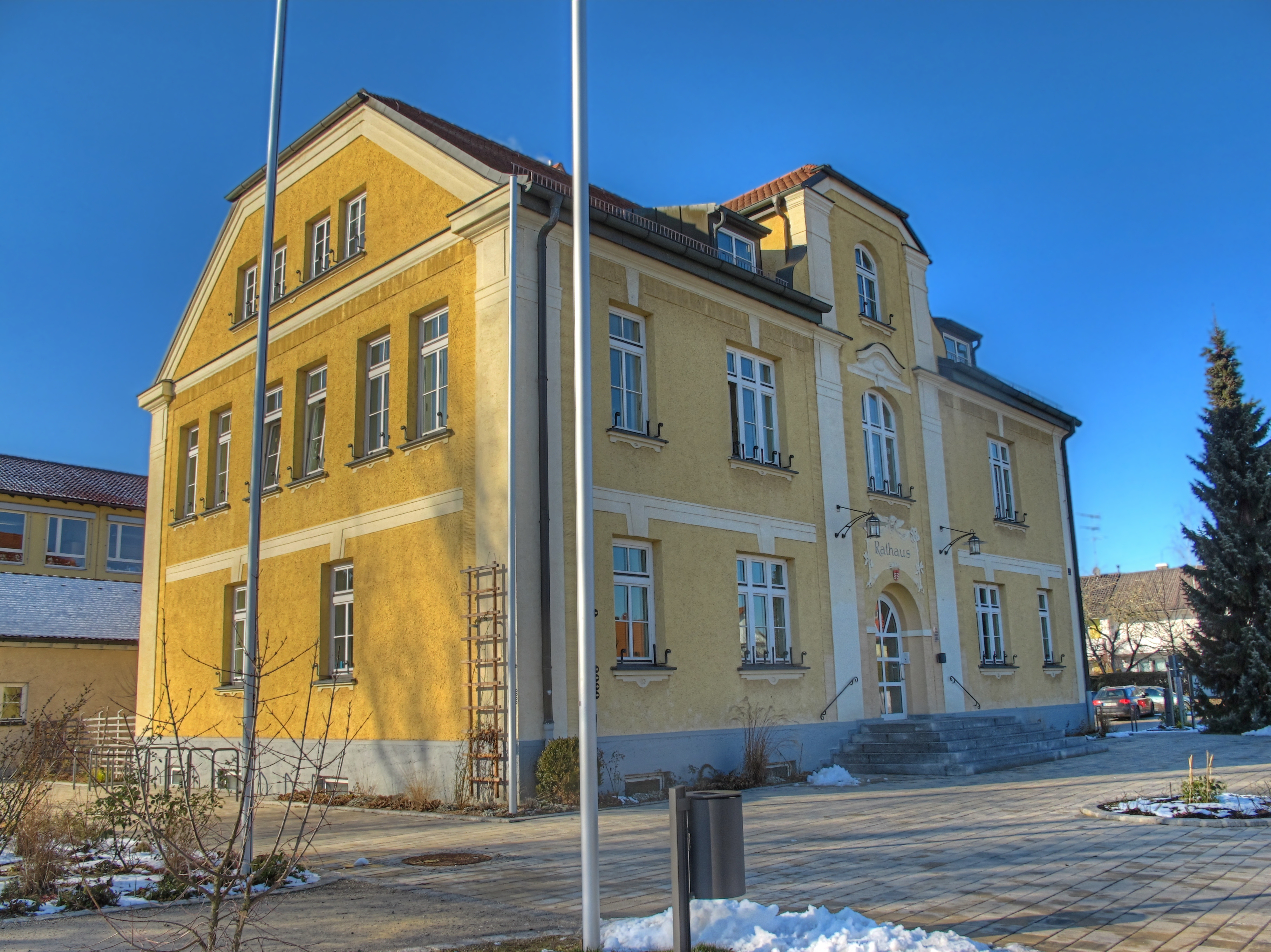
Rathaus Maisach

Der Gemeinderat von Maisach hat 24 Mitglieder:
|      | CSU | SPD | Freie Wähler | Grüne | Einigkeit Gernlinden | Bürgerforum Maisach | Gesamt   |
| 2002 | 10  | 6   | 3            | 1     | 3                    | 1                   | 24 Sitze |
| 2008 | 10  | 3   | 6            | 3     | 2                    | 0                   | 24 Sitze |
| 2014 | 10  | 4   | 5            | 3     | 2                    | 0                   | 24 Sitze |
| 2020 | 10  | 3   | 6            | 5     | 0                    | 0                   | 24 Sitze |

(Stand: Kommunalwahl 2020)

### Bürgermeister
Erster Bürgermeister ist seit 1. Mai 2008 Hans Seidl (CSU); dieser wurde am 15. März 2020 gegen drei Mitbewerber mit 53,29 % der Stimmen im Amt bestätigt. 2. Bürgermeister ist Roland Müller, 3. Bürgermeister Alfred Hirsch. (Stand: 18. November 2021)

## Wappen
| Wappen Gde. Maisach | Blasonierung: „In Rot drei gebogene silberne Balken, überdeckt mit einem senkrecht gestellten goldenen Schwert.“ |
| Wappen Gde. Maisach | Wappenführung seit 1964                                                                                          |

## Kultur und Sehenswürdigkeiten

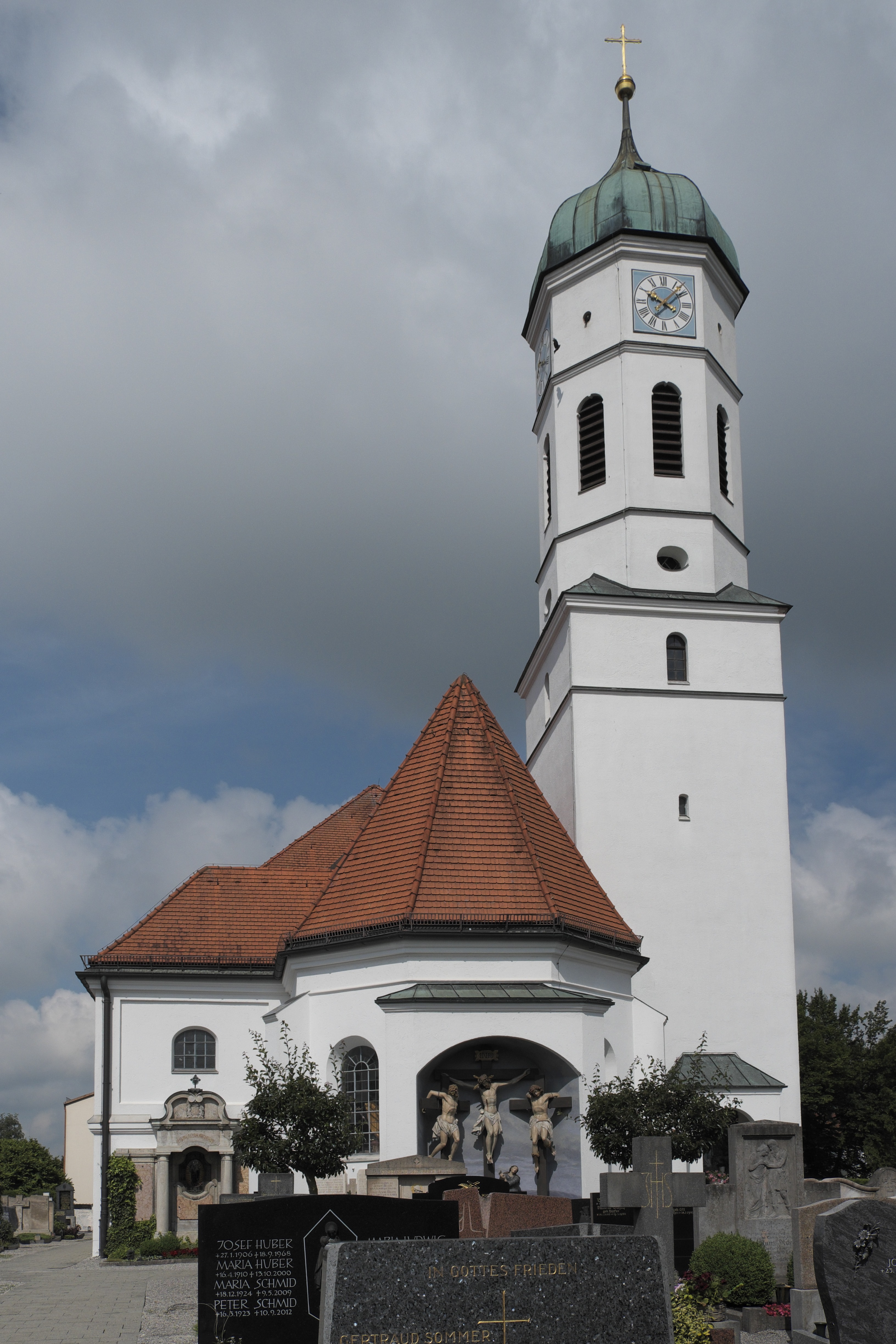
Pfarrkirche St. Vitus

### Bauwerke
- katholische Pfarrkirche St. Vitus
- katholische Pfarrkirche St. Michael in Rottbach
- katholische Pfarrkirche Bruder Konrad in Gernlinden

### Musik
Die Mittelalter-Folk-Rock-Band Schandmaul und die Pagan-Metal-Band Equilibrium wurden im Gemeindeteil Gernlinden gegründet.

### Sport
Die Schützengesellschaft Bavaria Maisach e. V. wurde von der UNESCO zum immateriellen Kulturerbe erklärt.

### Regelmäßige Veranstaltungen
Im Ort Maisach findet jährlich Ende August bis Anfang September ein Volksfest (Maisacher Festwoche) statt.
Im Gemeindeteil Gernlinden findet seit Jahren ein Faschingszug statt. Fußgruppen und Wagen erhalten eine getrennte Bewertung.
Alle zwei Jahre wird ebenfalls in Gernlinden ein Brunnenfest mit Mittelaltermarkt vom Fanfarenzug Gernlinden veranstaltet.

## Verkehr

### Schienenverkehr
Die Gemeinde wird von der Bahnstrecke München–Augsburg durchquert. Neben dem Bahnhof im Hauptort selbst verfügen auch die Ortsteile Malching und Gernlinden über einen Haltepunkt. Sie werden allesamt von der Linie S 3 der S-Bahn München bedient. Ab Maisach besteht in Richtung München ein 20-Minuten-Takt, welcher in der Hauptverkehrszeit zu einem 10-Minuten-Takt verdichtet wird.
| Linie | Linienverlauf |
| ----- | --- |
| S3    | Mammendorf – Malching – Maisach – Gernlinden – Esting – Olching – Gröbenzell – Lochhausen – Langwied – Pasing – Laim – Hirschgarten – Donnersbergerbrücke – Hackerbrücke – Hauptbahnhof – Karlsplatz (Stachus) – Marienplatz – Isartor – Rosenheimer Platz – Ostbahnhof – St.-Martin-Straße – Giesing – Fasangarten – Fasanenpark – Unterhaching – Taufkirchen – Furth – Deisenhofen – Sauerlach – Otterfing – Holzkirchen |

### Busverkehr
Maisach wird durch mehrere Regionalbuslinien des MVV erschlossen.
| Linie | Linienverlauf                                                              | Verkehrsunternehmen |
| ----- | -------------------------------------------------------------------------- | ------------------- |
| 870   | Waltenhofen – Egenhofen – Rottbach – Überacker – Maisach                   | RVO und Geldhauser  |
| 871   | Maisach – Aufkirchen – Egenhofen – Pfaffenhofen an der Glonn               | RVO und Geldhauser  |
| 872   | Ortsverkehr Maisach                                                        | RVO und Geldhauser  |
| 873   | Fürstenfeldbruck – Maisach                                                 | Demmelmair          |
| 874   | Maisach – Malching – Egenhofen, Dirlesried                                 | RVO und Geldhauser  |
| 8700  | Ruftaxi Fürstenfeldbruck / Maisach / Egenhofen / Pfaffenhofen an der Glonn | Geldhauser          |

### Straßen- und Flugverkehr
Nördlich der Gemeinde verläuft die Autobahn A8. Außerdem befindet sich der Flugplatz Fürstenfeldbruck größtenteils auf Maisacher Gemeindegebiet.

## Persönlichkeiten
- Die Kabarettistin Martina Schwarzmann (* 1979) wuchs in Überacker auf.
- Die Musiker Birgit Muggenthaler (* 1974) und Stefan Brunner (* 1977) stammen aus Gernlinden.
- Der Fußballspieler Phillipp Steinhart (* 1992) stammt aus Gernlinden.
- Der Fußballspieler Anton Fink (* 1987) begann seine Karriere beim SC Maisach.
- Die japanische Violinistin Kaoru Yamamoto (* 1970) lebt in Gernlinden.